# The Complete Commodore Recordings

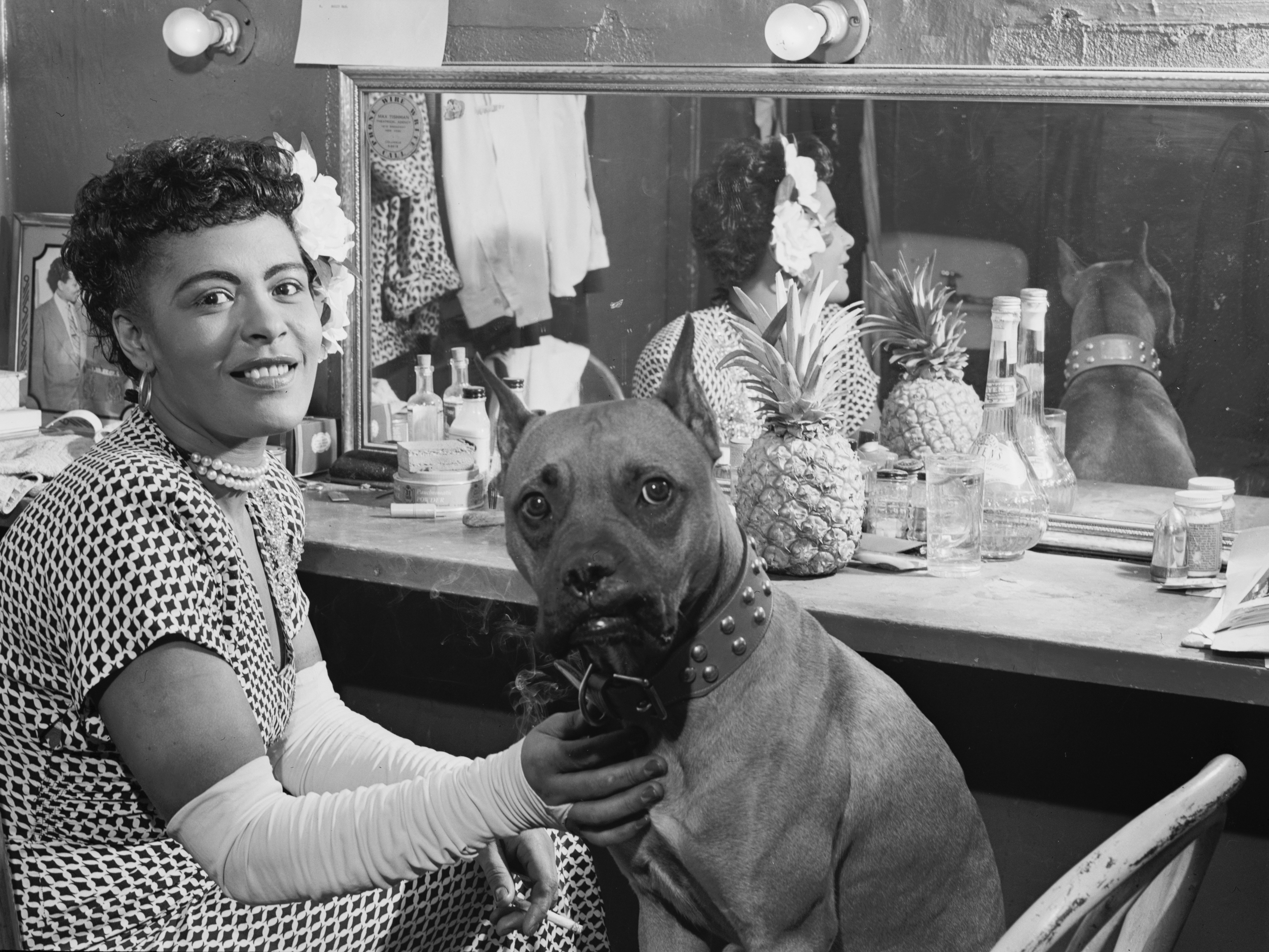
Billie Holiday und „Mister“ 1946.
Fotografie von William P. Gottlieb.

The Complete Commodore Recordings ist ein Jazz-Album der Sängerin Billie Holiday. Es enthält alle Songs, die sie 1939 und 1944 für das Label Commodore Records aufnahm, insgesamt 18 Master-Takes, 4 entstanden 1939 und 12 weitere im Jahr 1944. Sie erschienen zuerst auf vier Schellackplatten im Jahr 1946 (Billie Holiday, Commodore CR-2) und nach verschiedenen LP-Ausgaben 1997 als Doppel-CD bei GRP Records, ergänzt um weitere, bisher unveröffentlichte Alternate Takes.

## Die erste Commodore-Session 1939
Bille Holidays Aufnahmen für Commodore stehen eng in Verbindung mit ihren Auftritten im neu eröffneten New Yorker Jazzclub Café Society ab Januar 1939. Nachdem Columbia Records ihren Song Strange Fruit nicht veröffentlichen wollte, „kommen Milt Gabler und seine Commodore Records ins Spiel,“ der begonnen hatte, ab 1938 selbst Platten zu produzieren. Holiday bekam die Genehmigung, vier Plattenseiten außerhalb ihres Vertrags für Gabler aufzunehmen; so entstanden am 20. April 1939, eingespielt mit der Band des Trompeters Frankie Newton, neben „Strange Fruit“ Jerome Kerns Klassiker „Yesterdays“, „I Gotta Right to Song the Blues“ von Ted Koehler und Harold Arlen aus dem Jahr 1932, das bereits Jack Teagarden populär gemacht hatte, und schließlich „Fine and Mellow“, der sich – als B-Seite von „Strange Fruit“ - zu einem Hit in den Jukeboxen entwickelte.
Milt Gabler hatte die Aufnahmesession in einem ähnlichen Stil arrangiert, wie Joe Smith Bessie Smith begleitet hatte:
„Ich ließ die Saxophone hinter ihr ein Motiv spielen, das Tab Smith ausgearbeitet hatte, und dazu ein üppiges Piano, und Frankie Newtons gedämpfte Trompete (…).“

## Die zweite Commodore Session 1944
Nach Ende des Recording ban ergriff auch Milt Gabler die Chance und nahm ab November 1943 wieder Platten auf. Im Februar 1944 kam es zu einer Session mit Eddie Heywood, der zu dieser Zeit Bandleader im Café Society war. Erfolg hatte er mit einer Coverversion von „Begin the Beguine“. Nachdem Columbia 1944 den Vertrag mit Holiday nicht verlängert hatte, wollte Gabler wieder Aufnahmen mit ihr machen. Er bot ihrem Manager Joe Glaser für eine Aufnahmesession 1000 Dollar, was wesentlich mehr war als das, was Columbia bezahlt hatte. Daraufhin produzierten sie am 25. März, am 1. und am 8. April 1944 insgesamt zwölf Songs, meist in mehreren Versionen. begleitet wurden sie von Eddie Heywoods Sextett, in dem Doc Cheatham, Vic Dickenson, Sid Catlett, John Simmons und Lem Davis spielten; bei einigen Aufnahmen wirkten Heywood, Simmons und Catlett nur als Trio mit. Gabler hatte Nummern ausgewählt wie „How Am I to Know“, „My old Flame“, „I’ll Get By“, „I Cover the Waterfront“, „I’ll Be Seeing You“, „I’m Yours“, „Embraceable You“, „As Time Goes By“, „He’s Funny That Way“ und „Love Come Back to Me“. Zum Schluss der Sessions spielten sie noch eine neue Version von Gablers Lieblingslied „Billie’s Blues“ ein.
Zahlreiche Songs der Commodore-Sessions wie „Yesterdays“, „Fine and Mellow“ „I Cover the Waterfront“ oder „I Gotta Right to Sing the Blues“ wurden zum festen Bestandteil ihres weiteren Bühnenrepertoires.

## Die Stücke des Albums
Disc 1
1. Strange Fruit
2. Strange Fruit – (alternate take)
3. Yesterdays
4. Yesterdays – (alternate take)
5. Fine and Mellow
6. I Gotta Right to Sing the Blues
7. I Gotta Right to Sing the Blues – (alternate take)
8. How Am I to Know? - (alternate take)
9. How Am I to Know? - (alternate take)
10. How Am I to Know? - (alternate take)
11. How Am I to Know?
12. My Old Flame – (alternate take)
13. My Old Flame – (Take 2)
14. My Old Flame – (alternate take)
15. My Old Flame
16. I’ll Get By (As Long as I Have You)
17. I'll Get By (As Long as I Have You) – (alternate take)
18. I Cover the Waterfront – (alternate take)
19. I Cover the Waterfront – (alternate take)
20. I Cover the Waterfront – (alternate take)
21. I Cover the Waterfront
22. I'll Be Seeing You – (alternate take)
23. I'll Be Seeing You
24. I'll Be Seeing You – (alternate take)
Disc 2
1. I'm Yours – (alternate take)
2. I'm Yours – (alternate take)
3. I'm Yours
4. Embraceable You – (alternate take)
5. Embraceable You
6. Embraceable You – (alternate take)
7. As Time Goes By
8. As Time Goes By – (alternate take)
9. He's Funny That Way – (alternate take)
10. He's Funny That Way – (take)
11. He's Funny That Way
12. He's Funny That Way – (alternate take)
13. He's Funny That Way – (alternate take)
14. Lover, Come Back to Me – (alternate take)
15. Lover, Come Back to Me – (alternate take)
16. Billie's Blues – (alternate take)
17. Billie's Blues – (alternate take)
18. Lover, Come Back to Me
19. Billie's Blues
20. On the Sunny Side of the Street
21. Lover, Come Back to Me – (alternate take)

## Rezeption
Harry Lachner wählte das Album für die Arte-Reihe Jahrhundertaufnahmen des Jazz aus und schrieb:
„Die Commodore Aufnahmen zeigen sie auf dem Höhepunkt ihrer Kunst, in allen Songs feinste Nuancen herauszuarbeiten.“ Insbesondere zu „Strange Fruit“ ergänzte der Autor:
„Diese erste Einspielung bleibt bis heute die intensivste, überzeugendste und anrührendste. Alles an diesem Stück ist perfekt: mit Billie Holidays Phrasierung zwischen Trauer und Aufbegehren. Ein Text zwischen Poesie und Anklage. Ein dramaturgisch geniales Arrangement zwischen Intensität und Stille. Strange Fruit, von vielen Radiostationen boykottiert, wurde Billie Holidays größter Erfolg.“
Der Downbeat bewertete das Album mit vier (von fünf) Sternen:
(…) the songs were very good and the performances often very moving....these records are so basic to Holiday's work, they remain indispensible(…).
George Kanzler bezeichnet ihre Technik des Verlangsamens und der Akzentverlagerung der Melodie in den letzten Chorussen von I'll Be Seeing You als „einen Anschauungsunterricht in Jazz-Personifizierung;“ diese Sessions enthielten außerdem die „letzten flotten Swingnummern“ vor ihrer Phase der Balladen bei Decca, wie I'll Get By und On the Sunny Side of the Street.

## Editorische Anmerkungen
Milt Gablers Commodore-Label brachte auf Schellackplatten folgende Stücke heraus:
- Strange Fruit – Fine and Mellow (Commodore 526)
- Yesterdays – I Gotta Right to Sing the Blues (Commodore 527)
- I’ll Be Seeing You – I’ll Get By (Commodore 553)
- I Cover the Waterfront – Lover Come Back to Me (Commodore 559)
- She’s Funny That Way – How Am I to Know (Commodore 569)
- I’m Yours – My Old Flame (Commodore 585)
- How Am I to Know – She’s Funny that Way (Commodore 614) (Trio-Version)
- I Love My Man – Lover Come Back to Me (Commodore 7516)
- How Am I to Know – He’s Funny That Way (Commodore 7517)
- My Old Flame – Im Yours (Commodore 7518)
- I Love My Man (Trio) – On the Sunny Side of the Street (Trio) (Commodore 7519)
- Embraceable You – As Time Goes By (Commodore 7520)